# Arisemus sesquipedalis
Arisemus sesquipedalis és una espècie d'insecte dípter pertanyent a la família dels psicòdids. Es troba a Sud-amèrica: Veneçuela.